# القبلة المسروقة (فراغونارد)
القبلة المسروقة هي لوحة للرسام الفرنسي جان هونوري فراغونارد (1732-1806) من نهاية الثمانينيات من القرن الثامن عشر، تصور قصة حب سرية. هذه اللوحة مستضافة في متحف هيرميتاج ، في سانت بطرسبرغ. كان أسلوب اللوحة لنمط زخرفي مميزًا لفترة روكوكو الفرنسية وكان يفضله رعاة الفن الأثرياء في عصره.